# Topsentia garciae
Topsentia garciae är en svampdjursart som beskrevs av Bibiloni 1993. Topsentia garciae ingår i släktet Topsentia och familjen Halichondriidae. Inga underarter finns listade i Catalogue of Life.